# 珠穆湯
珠穆湯（法語：soupe au giraumon；/dʒuːmuː/）是海地傳統湯料理。將南瓜、牛肉、馬鈴薯、大蕉、歐芹、旱芹、蘿蔔、洋蔥等食材以平底鍋煨煮，加入和水的南瓜泥，再以鹽、蒜、香草、香辛料調味而成。有時也會加入奶油，拌著義大利麵、麵包食用。
珠穆湯在海地具有重要的歷史、社會、文化意義。在法國殖民時代，珠穆湯只有殖民者與庄園主有權享用。奴隸雖掌握珠穆湯的製法，但飲用珠穆湯卻是犯法的。
直到1804年海地革命後，海地人民才得以不分階級地享用珠穆湯。如今，每年元旦喝珠穆湯紀念建國日，已成為海地人的習俗。
2021年，珠穆湯入選聯合國教科文組織非物質文化遺產。